# Dicloruro di dizolfo
Il dicloruro di dizolfo è un composto inorganico dello zolfo(I) e del cloro con formula S2Cl2.
La sua conformazione spaziale, come quella del difluoruro di dizolfo S2F2, è molto simile al perossido di idrogeno (a cui effettivamente somiglia), con i piani Cl1-S-S e S-S-Cl2 quasi ortogonali tra loro. Un raro isomero di dicloruro di dizolfo contenente S(II) e S(0) è S=SCl2; questo isomero si forma transitoriamente quando il dicloruro di dizolfo è esposto a radiazioni UV.

## Sintesi, proprietà di base, reazioni
Il dicloruro di dizolfo puro è un liquido giallo che "fuma" nell'aria umida a causa della reazione con l'acqua. Un'equazione idealizzata (ma complicata) è:
{\displaystyle {\ce {16 S2Cl2 \ + \ 16 H2O -> 8 SO2 \ + \ 32 HCl \ + \ 3 S8}}}
È prodotto dalla clorurazione parziale dello zolfo naturale. La reazione procede a delle velocità utilizzabili a temperatura ambiente. In laboratorio, il cloro gassoso viene condotto in un'ampolla contenente zolfo elementare. Quando si forma dicloruro di dizolfo, il contenuto diventa un liquido giallo dorato::
{\displaystyle {\ce {S8\ +\ 4Cl2->4S2Cl2\,\,\,\,}}} con {\displaystyle \,\,\,\mathrm {\Delta H=-58,2kJ/mol} }
L'eccesso di cloro produce dicloruro di zolfo (SCl2), che fa sì che il liquido diventi meno giallo e più rosso-arancione:
{\displaystyle {\ce {S2Cl2\ +\ Cl2\leftrightarrows 2SCl2\,\,\,}}} con {\displaystyle \,\,\,\mathrm {\Delta H=-40,6kJ/mol} }
La reazione è reversibile e il dicloruro di zolfo rilascia cloro per tornare al dicloruro di dizolfo. Quest'ultimo ha la capacità di sciogliere grandi quantità di zolfo, che riflette in parte la formazione di polisolfani:
{\displaystyle {\ce {S2Cl2\ +\ nS->S_{2+n}Cl2}}}
Il dicloruro di dizolfo può essere purificato per distillazione dallo zolfo elementare in eccesso.
Il dicloruro di dizolfo deriva anche dalla clorurazione del solfuro di carbonio (CS2) come nella sintesi del tiofosgene.

### Reazioni
Il dicloruro di dizolfo idrolizza in anidride solforosa e zolfo elementare. Se trattato con acido solfidrico (H2S), si formano polisolfani come indicato nella seguente formula idealizzata:
{\displaystyle {\ce {2H2S\ +\ S2Cl2->H2S4\ +\ 2HCl}}}
Reagisce con l'ammoniaca (NH3) per dare eptasolfuro di immide (S7NH) e relativi anelli S−N come {\displaystyle {\ce {S_{8-x}(NH)_{x}}}} con {\displaystyle \mathrm {x=2,\,3} }.

## Applicazioni
Il dicloruro di dizolfo è stato utilizzato per introdurre legami C-S. In presenza di cloruro di alluminio (AlCl3), il dicloruro di dizolfo reagisce con il benzene per dare difenil solfuro (C6H5)2S):
{\displaystyle {\ce {S2Cl2 \ + \ 2 C6H6 -> (C6H5)2S \ + \ 2 HCl \ + \ {\frac {1}{8}}S8}}}
Le aniline (1) reagiscono con il dicloruro di dizolfo in presenza di idrossido di sodio (NaOH] per dare sali di 1,2,3-benzoditiazolio (2) (reazione di Herz) che possono essere trasformati in orto-amminotiofenolati (3), queste specie sono precursori dei coloranti a base di tioindaco.
Viene anche utilizzato per preparare il gas mostarda, mediante reazione con etilene a 60 °C (processo Levinstein):
{\displaystyle {\ce {S2Cl2 \ + \ 2 C2H4 -> (ClC2H4)2S \ + \ {\frac {1}{8}}S8}}}
Altri usi del dicloruro di dizolfo includono la produzione di coloranti allo zolfo, insetticidi e gomme sintetiche. Trova impiego anche nella vulcanizzazione a freddo delle gomme, come catalizzatore di polimerizzazione per oli vegetali e per l'indurimento di legni teneri.

## Sicurezza e regolamentazione
Questa sostanza è elencata nell'Allegato 3 Parte B – Sostanze chimiche precursori della Convenzione sulle armi chimiche (CAC). Le strutture che producono e/o trasformano e/o consumano sostanze chimiche programmate possono essere soggette a controllo, meccanismi di segnalazione e ispezione da parte dell'Organizzazione per la proibizione delle armi chimiche (OPAC).